# Lac de Talza
Le lac de Talza (parfois nommé lac de Ventilegne ou lac de Figari) est un lac artificiel de Corse-du-Sud sur le petit fleuve côtier le Ventilegne, sur la commune de Figari.

## Géographie
De 68 ha de superficie, le lac de Talza se situe à 42 mètres d'altitude environ, entre la Punta di u Mucchiu (252 m) (à l'est) et la Punta di Casgiu (259 m) (au nord-ouest) et le Monte Biancu (258 m) (à l'ouest).
Le lac de Talza est surplombé par le hameau du même nom, dépendant de la commune de Figari. Il se cache au sud-est de Tivarello et des reliefs montant à 320 m qui dominent ce village.
Le lac de Talza est alimenté par le Ventilegne qui s'appelle en partie haute le ruisseau de Becchi et par un affluent, le ruisseau de Suarella. Il a pour émissaire le même Ventilegne.
Géoportail ajoute un affluent venant de la Funtana di u Monte Biancu.

## Aménagements
Le barrage de Talza est établi sur le ruisseau de Ventilegne, pour l'irrigation et pour l'adduction d'eau. D'une capacité maximale de 5,6 M de m3 il a du mal à se remplir et a été complété par une prise d'eau sur l'Orgone, petit torrent qui descend de la montagne de Cagna et forme le cours supérieur du Stabiacciu de Porto-Vecchio.

## Hydrologie
La Banque Hydro a reçu les relevés de 1984 à 1987 à la station de Figari, pour un bassin versant de 16,7 km2 à l'altitude 30 mètres. Le débit calculé était alors de 1 m3/s à Figari. 
Le débit instantané maximal était observé, sur ces quatre ans, 9,45 m3/s le 16 novembre 1984, pour une hauteur maximale instantanée de 195 cm. 
Le débit journalier maximal était signalé, sur ces mêmes quatre années, le 10 mars 1986, avec un débit de 2,2 m3/s.